# Dahshur
Dahshur (hay Dashur, tiếng Ả Rập-Ai Cập: دهشور) là một nghĩa trang hoàng gia nằm trong sa mạc ở bờ tây của sông Nin, cách thủ đô Cairo khoảng 40 km. Nơi đây nổi tiếng với nhiều kim tự tháp, 2 trong số đó là những kim tự tháp lớn nhất và hầu như là còn nguyên vẹn của Ai Cập, được xây dựng trong khoảng thời gian 2613 - 2589 TCN.
Dahshur trước đây đã từng là một khu quân sự cho đến năm 1996, và gần đây đã mở cửa cho công chúng vào tham quan.

## Các kim tự tháp

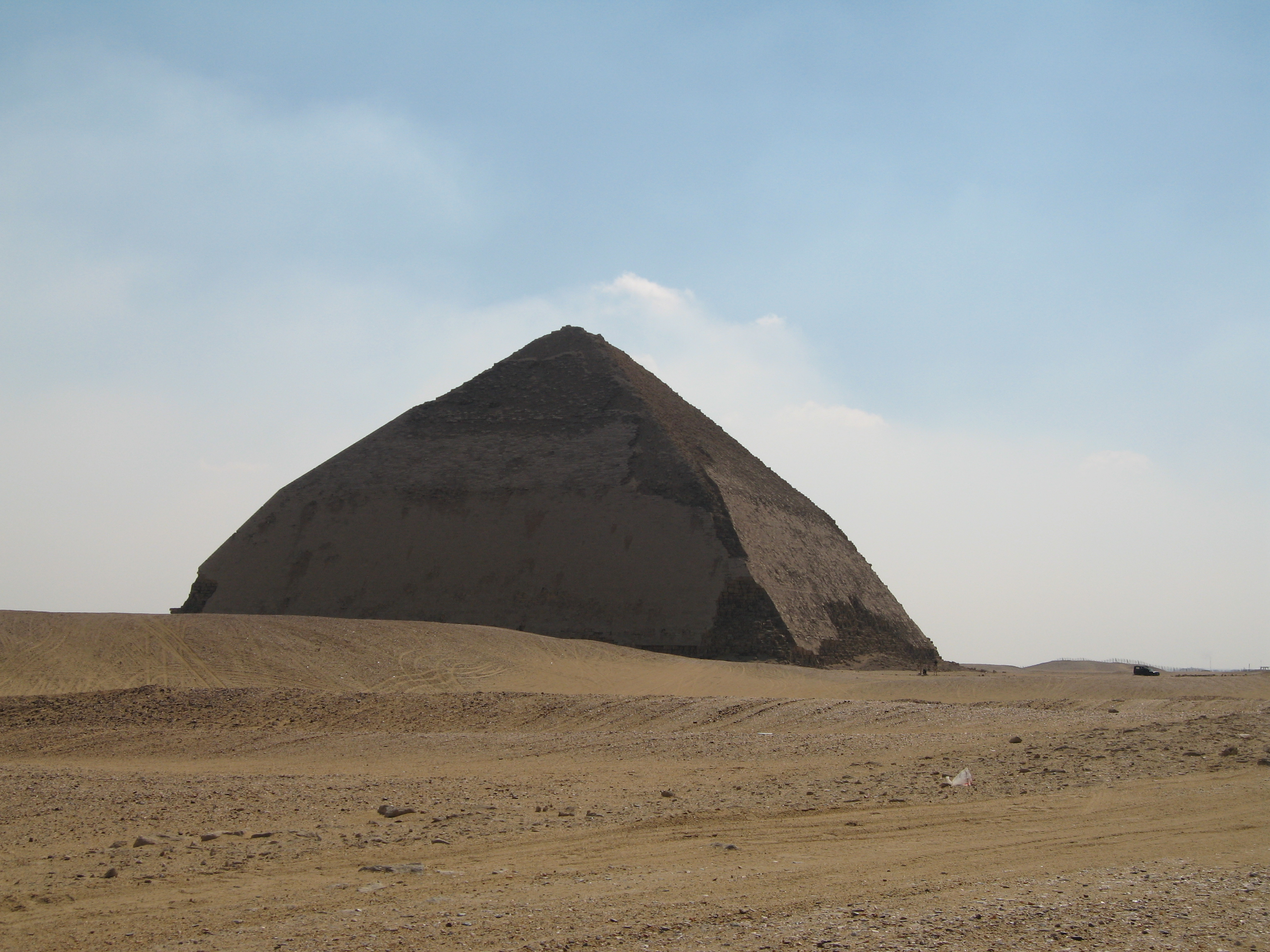
Kim tự tháp Bent

Việc xây dựng kim tự tháp tại Dahshur đã mang đến cho người Ai Cập một hiểu biết cực kỳ quan trọng, đó là chuyển từ kim tự tháp bậc thang sang kim tự tháp hình chóp. Điều này đã cho phép họ xây dựng được kim tự tháp Giza, một trong 7 kỳ quan của thế giới cổ đại.
Kim tự tháp đầu tiên được xây tại Dahshur là kim tự tháp Bent của pharaon Sneferu. Do được xây trên nền đất yếu, cộng thêm những tính toán sai lầm làm cho trọng lượng của kim tự tháp không được trải đều, khiến góc của nó bị quặp vào trong (“bent” trong tiếng Anh có nghĩa là “cong”). Điều này đã khiến kim tự tháp của Sneferu trở nên đặc biệt.
Không hài lòng với 1 kim tự tháp dị dạng như thế, Sneferu đã cho xây dựng kim tự tháp tháp thứ 2 cách đó 2 km về phía bắc. Rút kinh nghiệm từ những thiếu sót và sai lầm ở kim tự tháp thứ nhất, kim tự tháp thứ 2 được hoàn thiện một cách thật chỉn chu, cao 104 mét, nghiêng 43°. Sở dĩ được gọi là “Kim tự tháp Đỏ” là vì nó được xây hoàn toàn bằng đá vôi màu đỏ. Đây được nghĩ là nơi chôn cất của nhà vua.
Sau khi Sneferu băng hà, con trai ông Khufu đã dựng một kim tự tháp thứ ba - Kim tự tháp Giza - kim tự tháp vĩ đại nhất của Ai Cập. Ông đã nghiên cứu kỹ lưỡng công trình của cha mình để thiết kế một kim tự tháp hoành tráng cho riêng mình. Kim tự tháp Giza cao 147 mét và nghiêng 52°. Kim tự tháp Trắng của Amenemhat II, kim tự tháp Đen của Amenemhat III, kim tự tháp của Senusret III sau đó vẫn không thể sánh được với quy mô của kim tự tháp Giza.
Kim tự tháp Trắng của Amenemhat II ngày nay chỉ còn là một đống gạch vụn. Những viên gạch của kim tự tháp này đã bị lấy đi để xây các kim tự tháp khác, cộng thêm thiên nhiên làm xói mòn nên nó nhanh chóng bị sụp đổ; thời gian trôi qua, cát đã phủ đầy nơi này.
kim tự tháp Đen của Amenemhat III, mặc cho kim tự tháp Bent là một lời nhắc nhở, nó vẫn được xây ở một nơi gồ ghề. Sau 15 năm xây dựng, nó nhanh chóng xuống cấp và đã bị bỏ hoang. Amenemhat sau đó đã cho xây một kim tự tháp thứ 2 tại Hawara làm nơi yên nghỉ cho mình. Do được xây bằng đá granite đen nên nó được gọi là "Kim tự tháp Đen". 

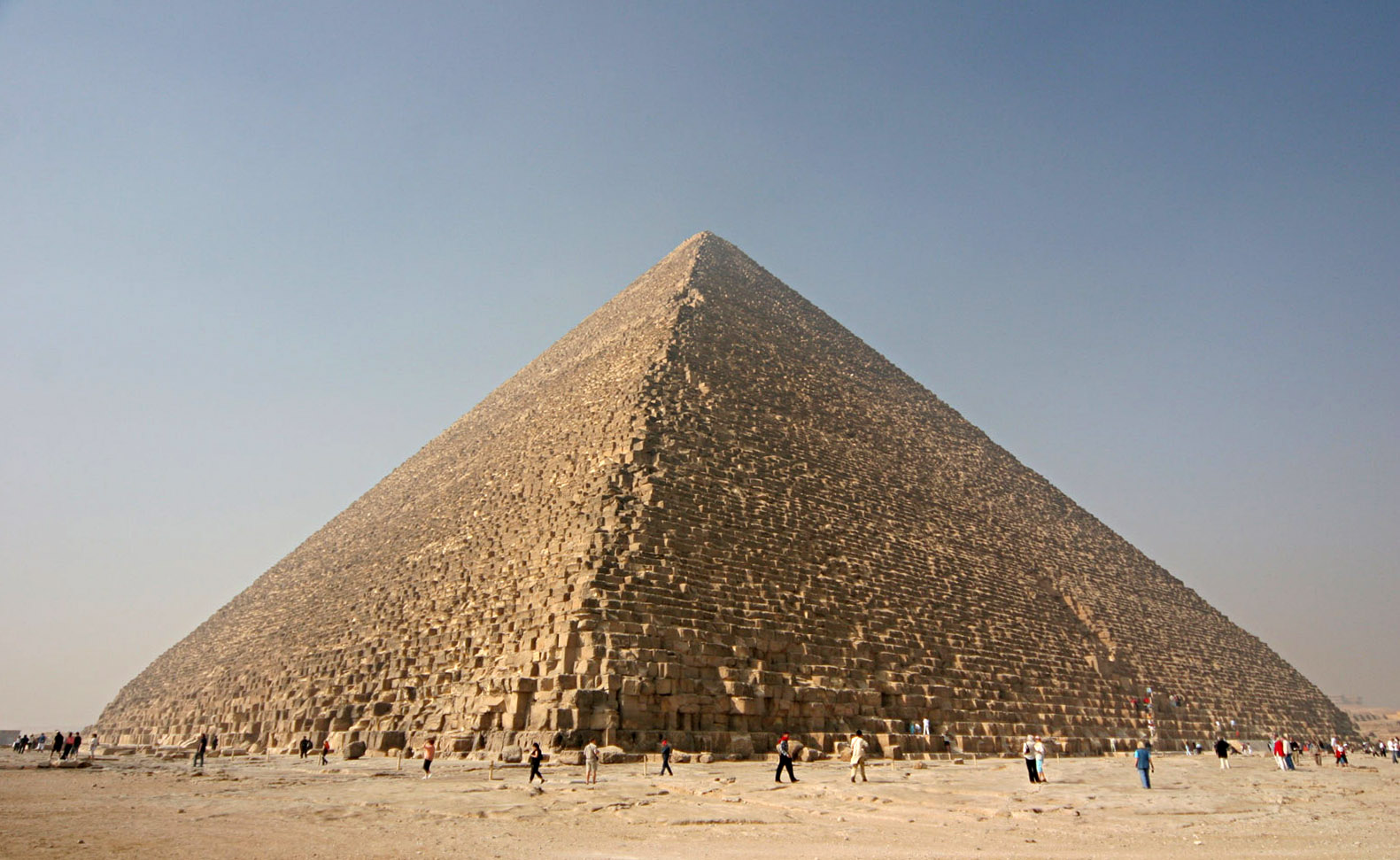
Kim tự tháp Giza

Kim tự tháp của Senusret III cũng chỉ còn là phế tích, nhưng điều đặc biệt là 2 nàng công chúa con ông cũng được an táng xung quanh cha mình. Ameny Qemau cũng đã cho xây một kim tự tháp tại đây, nhưng nó cũng không còn được nguyên vẹn. Nhiều mastaba của các công chúa cũng nằm rải rác trong Dahshur. Nhiều trang sức quý giá của các hậu phi và công chúa cũng được tìm thấy rất nhiều, hiện đa số nằm trong Bảo tàng Cairo. Các quan lại thời kỳ Cổ và Trung vương quốc cũng đã chọn nơi này làm nơi yên nghỉ của họ.

## Lịch sử hiện đại
Vào tháng 7 năm 2012, toàn bộ cộng đồng Kitô giáo tại Dahshur, đã chạy trốn đến các thị trấn gần đó do bạo lực giáo phái xảy ra. Ít nhất 16 căn nhà và tài sản của những người Kitô bị cướp bóc, một số bị thiêu rụi và một nhà thờ bị hư hại.